# Gösta Berlings saga
För andra betydelser, se Gösta Berlings saga (olika betydelser).
Gösta Berlings saga är en roman från 1891 av Selma Lagerlöf, hennes debutroman. Handlingen utspelar sig i Värmland under 1820-talet, och rör sig i huvudsak kring den avsatte prästen och kavaljeren Gösta Berling. Boken består av en inledning i två delar och 36 kapitel. Många kapitel bjuder på alternativa historier, där bipersoner skildras ingående och färgstarkt. Den har översatts till omkring 50 språk.

## Tillkomst
Selma Lagerlöf hade gång på gång försökt att skriva enligt den rådande realismens recept. Som hon själv skrev beundrade hon "den tidens stora mästare och tänkte aldrig på att man kunde använda ett annat språk för dikten än det, som de nyttjade." Romantiken var ju död, och hon var inte den som vågade tänka på att återuppta dess uttryckssätt.
"Ehuru hennes hjärna var överfylld av historier om spöken och vild kärlek, om undersköna damer och äventyrslystna kavaljerer, sökte hon skriva om detta på lugn realistisk prosa", skriver Selma Lagerlöf. Till slut beslutade hon sig dock för att "i all ödmjukhet att skriva boken på sitt eget sätt". Hon avsåg att bara skriva den för sitt eget nöjes skull och antog att publiken skulle rycka på axlarna åt den.

## Handling
Gösta Berlings saga handlar om livet på landet runt Frykensjöarna i Värmland på 1820-talet. I centrum står tre personer, varav den ena är prästen Gösta Berling som avsatts eftersom han misskött sig och brukat alkohol. De andra två personerna är den kraftfulla majorskan på Ekeby gård, och slutligen den elake brukspatron Sintram som är i förbund med djävulen.
En rad herrgårdar och prästgårdar runt sjön Fryken har använts för inspiration till de platser där sagan utspelar sig:
- Ekeby – Rottneros herrgård
- Berga – Angersby herrgård
- Borg – Herresta prästgård
- Bro Prästgård – Sunne prästgård
- Broby Prästgård – Åmbergs prästgård
- Fors – Björkefors herrgård
- Hedeby Säteri – Häljeby herrgård
- Lövdala – Mårbacka herrgård
- Munkeby – Gylleby herrgård
- Sjöö – Öjerviks herrgård

### Inledning
Romanens inledande mening är välkänd, så kallad in medias res.
| ”                                     | Äntligen stod prästen i predikstolen. | „ |
| – Selma Lagerlöf, Gösta Berlings saga |                                       |   |

I några av de första upplagorna av Gösta Berlings saga lyder inledningsfrasen: ”Ändtligen stod presten på predikstolen.” vilket har vållat en del olika tolkningar. Catharina Grünbaum har i Dagens Nyheter utrett frågan.
Den försupne och därav avsatte prästen Gösta Berling räddas till livet av majorskan på Ekeby, när hon finner honom då han slängt sig för att dö i en hög driva jämte vägen. Hon skäller ut honom för att vilja dö:
| ”                                | Jaså, han vill dö, jaså, han vill det! Jag skulle inte undra på stort på det, om det vore så, att han levde! Se en så utmagrad kropp och sådana matlösa lemmar och sådana matta ögon, och han menar, att han har något kvar att döda! Tror han, att det är tvungen sak att ligga stel och styv, inspikad under ett kistlock, för att vara död? Tror han inte jag står här och ser hur död han är, Gösta Berling? | „ |
| – Sidan 18, Gösta Berlings saga. | |   |

Hon berättar därefter hur död hon själv är, och om sina livs sorger. Till slut, i vild sorg och förtvivlan, går Gösta Berling med på att leva, och blir kavaljer på Ekeby. Efter detta slutar inledningen, och berättelsen börjar.

### Berättelsen

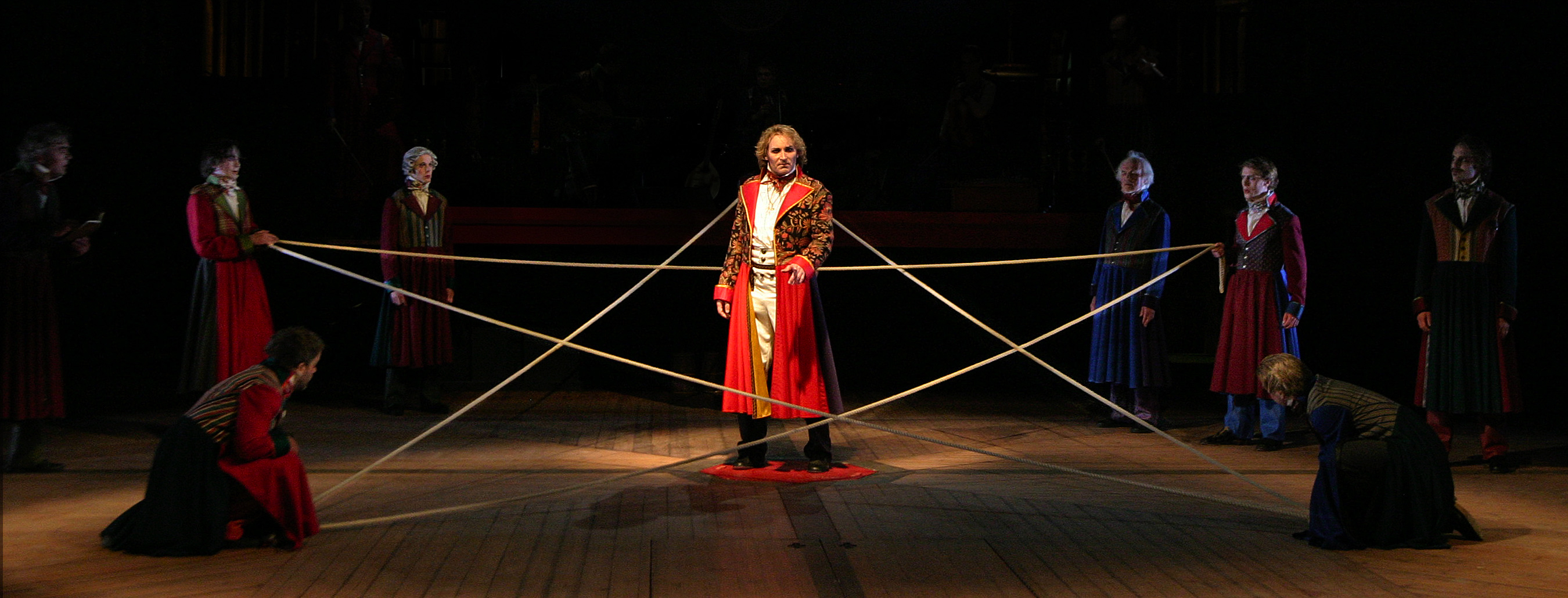
Ur teaterföreställning av Gösta Berlings saga på Västanå teater, 2011.

Det första kapitlet är en lång beskrivning av landskapet som boken utspelar sig i. Det sagolika landskap som beskrivs mycket målande i boken är också uppenbart hämtat från verklighetens Värmland. Till exempel är den av Lagerlöf beskrivna "Lövens långa sjö" en omskrivning av sjön Fryken.
Majorskan på Ekeby regerar över herrgård och bruk. Hon, den nu så manhaftiga kvinnan, har en gång varit traktens mest firade skönhet. Kring sig har hon samlat en stab av livsglada "kavaljerer", en hel herrgårdsflygel full av underliga original som lever ett snyltgästliv vid hennes bord. Bland dem finns den försupne prästen Gösta Berling – den sorglöse äventyraren som alla kvinnor älskar och alla män beundrar. Där är också den djärve Beerencreutz, den jovialiske patron Julius, den store musikern Lilliecrona och uppfinnaren Kevenhüller.
En julnatt som Gösta Berling tillbringar på Ekeby slutar med att kavaljererna sluter ett förbund med Djävulen, den onde. Avtalet går ut på att majorskan, med hjälp av den elake patron Sintram och majorskans kavaljerer, ska fördrivas därifrån, så att kavaljererna själva kan överta ruljansen på bruket. På Ekeby för kavaljererna ett sorglöst liv, med många fester och baler, men litet arbete. Ekeby förfaller, liksom hela området; det råder nödår, befolkningen är utfattig, och många svälter. Men på Ekeby fortsätter man att leva glatt och festligt.
Flera gånger förälskar sig Gösta Berling i olika kvinnor, och hans förälskelser slutar ofta i tragedier. Tragedierna ger sedan upphov till nya berättelser, och detta berättelsenät är en grundsten hela boken igenom. Boken är uppbyggd av mustiga sägner, myter och skrönor. Även om Gösta Berling är huvudperson får man också följa ett stort antal mycket säregna och färgstarka personligheter som troligen, åtminstone delvis, är inspirerade av verkliga personer som levde och verkade i 1800-talets Värmland. Gösta Berling beskrivs omväxlande som en försupen och avsatt präst vars liv är i spillror, omväxlande som en slags sagohjälte med nästan övernaturliga egenskaper. Särskilt mytologiseras hans förmåga att förföra traktens välbärgade unga kvinnor som Anna Stjärnhök, Marianne Sinclaire och grevinnan Elisabeth Dohna.
Boken är en hyllning till en förgången tids livsglädje, men samtidigt ett fördömande av ett liv utan arbete. Hos majorskan samlas kavaljererna, levnadsglada dagdrivare som ägnar sig åt jakt, kortspel och baler. Kavaljererna leds inte av det kallt beräknande förståndet utan endast av stundens ingivelse, av sina heta passioner, av nuets nyck. Plötsligt slår de om från den ena känslostämningen till den andra. Man vet aldrig vad de ska ta sig till i nästa ögonblick.
I det sista kapitlet har majorskan återkommit till Ekeby efter att ha fördrivits, och dör där av sjukdom. Gösta Berling gifter sig, skaffar sig ett stadgat liv, och kavaljererna skingras.

## Förebild till Gösta Berling
Genom en marginalanteckning av författarinnans egen hand antas att förebilden till Gösta Berling var prästen Edvard Emil Ekström från Kil. Lagerlöfs faster hade varit djupt förälskad i denne misslyckade präst som drack för mycket, och så småningom dog på Vadstena hospital. Fastern hade sedan blivit prostinna i Karlskoga och ville inte påminnas om sin ungdomsförälskelse. Av hänsyn till henne teg Selma Lagerlöf länge om detta och ledde medvetet forskare och journalister på villospår. Inte förrän efter Selma Lagerlöfs död upptäcktes den marginalanteckning där Ekströms namn nämns. Prästen i Kil, Frej Alsterlind publicerade 1986 att Edvard Emil Ekström var Selma Lagerlöfs närmaste förebild för Gösta Berling, i "Fårbenet" nr 38, en tidskrift från kamratföreningen vid läroverket i Karlstad. Han hade dessförinnan presenterat upptäckten åtminstone vid ett föredrag han höll vid Släktföreningen Pemers första släktträff i Kil den 2 maj 1981, som finns inspelat.
På en punkt var Selma Lagerlöf dock alltid mycket tydlig, hon sade vid flera tillfällen klart ifrån att Gösta Berlings förebild inte var Finnskoga-prästen Emanuel Branzell (Gustaf Frödings farmors bror), vilket redan under hennes livstid blev den vanligaste spekulationen. I finnskogsbygdens marknadsföring och turism har denne Branzells roll som förebild för Gösta Berling varit ett ganska centralt tema och tesen om att han var verklighetens Berling fortsätter att nämnas än idag. 
Enligt Arne Eklunds bok "Calle Frykstedt - Till Gösta Berling-gestaltens bakgrund och utformning" från 1958 uppges (bland annat av ett antal brev och uttalanden av Selma Lagerlöf själv) att det är magistern Carl Johan Frykstedt 1814–1856, som är den huvudsakliga inspirationen till gestalten Gösta Berling.

## Bearbetningar

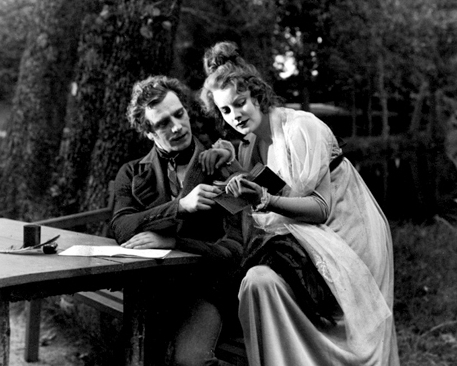
Gösta Berling (Lars Hanson) och Elisabeth Dohna (Greta Garbo) i filmatiseringen från 1924.

- Gösta Berlings saga, film från 1924 i regi av Mauritz Stiller
- Kavaljererna på Ekeby, opera från 1925 med musik av Riccardo Zandonai och libretto av Arturo Rossato
- Gösta Berlings saga, TV-serie från 1986 i regi av Bengt Lagerkvist
- Sveriges Television direktsände en uppläsning av romanen från Västanå teater i Sunne på trettondagen, 6 januari, 2023.[11] Uppläsare var Hanna Ardéhn, Danilo Bejarano, Rebecka Hemse, Jonas Karlsson och Hanna Kulle, Anna Maria Käll, Ingela Olsson samt Joel Valois.[12] Uppläsningen pågick i cirka 19 timmar.[13]

### Handskrifter
- Den tysta frun på Börtstorp. Libris 18150741. https://litteraturbanken.se/forfattare/LagerlofS/titlar/DenTystaFrunPaBortstorpMs/info
- Landskronamanuskriptet. Libris 18151546. https://litteraturbanken.se/forfattare/LagerlofS/titlar/GostaBerlingLandskronaMs/info
- Sättningsförlagan : Vf 132a. Libris 18151549. https://litteraturbanken.se/forfattare/LagerlofS/titlar/GostaBerlingsSagaSattningsforlaga1/info
- Tävlingsmanuskriptet : L 1 :24A :1. 1890. Libris 18151553. https://litteraturbanken.se/forfattare/LagerlofS/titlar/GostaBerlingsSagaTavlingsMs/info
- Gösta Berlings saga [tidiga utkast : L 1:11]. Libris 18151548. https://litteraturbanken.se/forfattare/LagerlofS/titlar/GostaBerlingTidigaUtkast/info